# Throop Peak
Der Throop Peak ist ein 2782 m (oder auch 2786 m) hoher Berg im Bundesstaat Kalifornien in den Vereinigten Staaten. Er liegt im Los Angeles County am Rand der Sheep Mountain Wilderness im Angeles National Forest. Der Berg wurde nach Amos G. Throop benannt, der das Throop College und damit das California Institute of Technology gründete.

## Geographie
Der Berg gehört zu den San Gabriel Mountains und damit zu den Transverse Ranges im Südwesten von Kalifornien. An seinem Nordwesthang verläuft die California State Route 2 und unterhalb des Gipfels führt der Pacific Crest Trail vorbei. Gipfel in der Umgebung sind der Mount Lewis im Norden, der Ross Mountain im Südosten und auf demselben Gebirgskamm wie der Throop Peak der Mount Burnham und Mount Baden-Powell im Nordosten, der Mount Hawkins und South Mount Hawkins im Süden und der Mount Islip im Südwesten. An seiner Ostseite entspringt der Iron Fork und an seiner Nord- und Westseite entspringt der Big Rock Creek. Die Dominanz beträgt 3,11 km, der Berg ist also die höchste Erhebung im Umkreis von 3,11 km. Er wird überragt von dem nordöstlich liegenden Mount Baden-Powell. Der gesamte Berg ist mit lichtem Wald bedeckt.